# Bolderij
De Bolderij is een voormalig waterschap in de provincie Groningen.
Het waterschap lag grotendeels in Noordbroeksterhamrik, ten noorden van het Buiten Nieuwediep. De noordgrens lag bij het Grootmaar, de oostgrens lag benoorden het Lutjemaar 400 m westelijk van de Zwaagweg en bezuiden hiervan 600 m oostelijk van deze weg, de zuidgrens lag langs het Buiten Nieuwediep en de westgrens werd gevormd door de weg de Hamrik en de Hardeweg.
De molen en het gemaal stonden bij elkaar in de knik van de Hardeweg en sloegen uit op het Grootmaar. 
Waterstaatkundig gezien ligt het gebied sinds 1995 binnen dat van het waterschap Hunze en Aa's.

## Naam
De Bulderie wordt voor het eerst genoemd in 1644; in 1760 is sprake van een Bolderielaan. De naam betekent vermoedelijk 'het maken van lawaai'. Dat lawaai was misschien afkomstig van de houten karren die hier reden. Een slechte weg dus.
De boerderijnaam Bolderij of Bulderij komt echter ook elders in Oost-Nederland voor.